# ドイツ・バレーボール・ブンデスリーガ (女子)
ドイツ女子バレーボール・ブンデスリーガ（ドイツじょしバレーボール ブンデスリーガ）は、ドイツの女子バレーボールリーグである。1部優勝チームは、ドイツの国内選手権者となる。

## リーグ構成
国内リーグは次の3部構成である。
- 1部 （原語表記: Deutsche Volleyball-Bundesliga）- 11チーム（2013/14シーズン）
- 2部 （原語表記: 2. Volleyball-Bundesliga （南リーグ、北リーグ））- 約25チーム
- 3部 （原語表記: Dritte Liga （東リーグ、南リーグ、西リーグ、北リーグ））- 10×4の40チーム

## 1部リーグの試合方式 （2013/14シーズン）
参加11チームにより1回戦総当たりのリーグ戦を行う。11位のチームは2部へ自動降格する。1-6位チームはプレーオフに進出。7-10位チームはプレ・プレーオフに進出して対戦し、そのうち2チームがプレーオフに進む。
プレーオフは8チームによるトーナメント形式で行われ、優勝チームを決定する。トーナメント戦の試合形式は、決勝戦が5戦3勝先勝方式、それ以外は3戦2勝先勝方式で行われる。

## 2013/14シーズンの1部リーグ参加チーム
| 昨シーズン リーグ順位 | チーム名                           | 本拠地             | 備考 |
| --------------------- | ---------------------------------- | ------------------ | ---- |
| 1                     | シュヴェリーンSC                   | シュヴェリーン     |      |
| 2                     | ローテ･ラーベン･フィルスビーブルグ | フィルスビーブルグ |      |
| 3                     | ドレスナーSC                       | ドレスデン         |      |
| 4                     | VCヴィースバーデン                 | ヴィースバーデン   |      |
| 5                     | アリアンツ MTV シュトゥットガルト  | シュトゥットガルト |      |
| 6                     | USCミュンスター                    | ミュンスター       |      |
| 7                     | VTオルビス・ハンブルク             | ハンブルク         |      |
| 8                     | SCポツダム                         | ポツダム           |      |
| 9                     | ケペニッカーSCベルリン             | ベルリン           |      |
| 10                    | VfBズール                          | ズール             |      |
| 11                    | ブラック・アーヘン・レディース     | アーヘン           |      |

## 歴代優勝・準優勝チーム
1990年のドイツ再統一後の1-3位のチームを記す。
| シーズン | 優勝                        | 準優勝                       | 3位                        |
| -------- | --------------------------- | ---------------------------- | -------------------------- |
| 1991-92  | USCミュンスター             | CJDフォイエルバッハ          | バレー・キャッツ・ベルリン |
| 1992-93  | バレー・キャッツ・ベルリン  | USCミュンスター              | シュヴェリーンSC           |
| 1993-94  | バレー・キャッツ・ベルリン  | シュヴェリーンSC             | USCミュンスター            |
| 1994-95  | シュヴェリーンSC            | USCミュンスター              | バレー・キャッツ・ベルリン |
| 1995-96  | USCミュンスター             | バレー・キャッツ・ベルリン   | シュヴェリーンSC           |
| 1996-97  | USCミュンスター             | シュヴェリーンSC             | DJK Karbach                |
| 1997-98  | シュヴェリーンSC            | USCミュンスター              | バレー・キャッツ・ベルリン |
| 1998-99  | ドレスナーSC                | バイエル・レバークーゼン     | DJK Karbach                |
| 1999-00  | シュヴェリーンSC            | USCミュンスター              | DJK Karbach                |
| 2000-01  | シュヴェリーンSC            | USCミュンスター              | DJK Karbach                |
| 2001-02  | シュヴェリーンSC            | ドレスナーSC                 | DJK Karbach                |
| 2002-03  | VfB Ulm                     | USCミュンスター              | TVF Amburgo                |
| 2003-04  | USCミュンスター             | バイエル・レバークーゼン     | シュヴェリーンSC           |
| 2004-05  | USCミュンスター             | ラーベン･フィルスビーブルグ  | ドレスナーSC               |
| 2005-06  | シュヴェリーンSC            | ラーベン･フィルスビーブルグ  | ドレスナーSC               |
| 2006-07  | ドレスナーSC                | シュヴェリーンSC             | VfBズール                  |
| 2007-08  | ラーベン･フィルスビーブルグ | ドレスナーSC                 | シュヴェリーンSC           |
| 2008-09  | シュヴェリーンSC            | ラーベン･フィルスビーブルグ  | ドレスナーSC               |
| 2009-10  | ラーベン･フィルスビーブルグ | VCヴィースバーデン           | シュヴェリーンSC           |
| 2010-11  | シュヴェリーンSC            | ドレスナーSC                 | -                          |
| 2011-12  | シュヴェリーンSC            | ドレスナーSC                 | -                          |
| 2012-13  | シュヴェリーンSC            | ドレスナーSC                 | -                          |
| 2013-14  | ドレスナーSC                | ラーベン・フィルスビーブルク | -                          |
| 2014-15  | ドレスナーSC                | MTVシュツットガルト          | -                          |
| 2015-16  | ドレスナーSC                | MTVシュツットガルト          | -                          |
| 2016-17  | シュヴェリーンSC            | MTVシュツットガルト          | -                          |